# 地獄少女 オリジナルサウンドトラック
『地獄少女 オリジナルサウンドトラック』（じごくしょうじょ オリジナルサウンドトラック）は、テレビアニメ『地獄少女』のサウンドトラックである。2006年1月25日に発売され、同年4月19日にVol.2が発売された。
本項では、テレビアニメ第2期『地獄少女 二籠』およびテレビアニメ第3期『地獄少女 三鼎』のサウンドトラックについても併せて記述する。

## 地獄少女 オリジナルサウンドトラック
初回限定版はピクチャーレーベル仕様、憂鬱カルタ「地獄合わせ」1組（2枚）封入。この仕様は『二籠』のサウンドトラックについても同様である。日本テレビで放送されたドラマ版でも、本サウンドトラックの収録曲が多数使用されている。

### Vol.1
主人公・閻魔あい役の声優・能登麻美子が歌うエンディング曲「かりぬい」（作詞：三重野瞳 / 作曲・編曲：西田マサラ）のフルバージョンが収録されている。
曲目
1. 焦燥
2. 悪意
3. 影差して
4. 蜘蛛と老婆と少女
5. 地獄通信
6. 少女降臨
7. 三藁捜査線
8. 真昼の太陽
9. いじめ
10. 朱（あけ）に染まる
11. 父と娘
12. 復讐の行方
13. あたたかいもの
14. 芝居
15. うつろな穴
16. 覚悟
17. 地獄流し
18. 満ちていく闇
19. 哀れな影
20. 暗黒イリュージョン
21. 地獄ロック
22. 地獄の川流れ
23. 優しい気持ち
24. かりぬい（歌・能登麻美子）

### Vol.2
能登麻美子が歌う挿入歌「さくらうた」（作詞・作曲：金巻兼一）が収録されている。
曲目
1. 逢魔が時
2. 依頼人
3. 想い出
4. 袋小路
5. 憎悪
6. 柴田走る
7. 逡巡
8. 幸せ
9. 狂い出した歯車
10. せつない思い
11. 地獄の仕事人
12. 三藁熱血篇
13. 一目連
14. 火車
15. 骨女
16. 満月
17. 廃屋
18. 刻まれる音
19. 地獄ワルツ
20. 地獄少年
21. さくらうた（歌・能登麻美子）
22. 迷妄の果て
23. 六道郷
24. 火焔
25. 花吹雪
26. 地獄少女

## 地獄少女 二籠 オリジナルサウンドトラック

### Vol.1（二籠）
能登麻美子が歌うエンディング曲「あいぞめ」（作詞：ああ(savage genius) / 作曲：Takumi(savage genius) / 編曲：西田マサラ）のフルバージョンが収録されている。
曲目
1. 迷い路
2. 深き淵より
3. 頚木
4. あのころ
5. 暗雲
6. 人間模様
7. 赤いマフラー
8. きくり降臨
9. 地獄の舟歌
10. 日常
11. きくり
12. 不良のテーマ
13. 小さな幸せ
14. 悲しい話
15. 企み
16. 水面の月
17. 沼に沈む
18. 覚悟2006
19. 二籠
20. 地獄交響曲
21. 地獄メタル
22. 彼岸花
23. あいぞめ（歌・能登麻美子）

### Vol.2（二籠）
挿入歌「わが町ラブリーヒルズ」（作詞：ラブリーヒルズ自治会 / 作曲：水谷広実）はボーカル入り（歌手は非公表）。
曲目
1. 地獄絵図
2. 刻迫る
3. 女の性
4. 藁人形のテーマ
5. 正義
6. きくりのウインナー
7. 夜の三藁
8. 時雨
9. 地獄の入口
10. 悪魔の子
11. 丘の住人
12. わが町ラブリーヒルズ
13. 裏切り
14. 戦慄
15. みずうみ
16. 異様
17. 復讐の連鎖
18. 囚われた町
19. あい
20. 集団心理
21. 記憶
22. 少女のうた
23. あいぞめ（piano version）

## 地獄少女 三鼎 オリジナルサウンドトラック

### Vol.1（三鼎）
能登麻美子が歌うエンディング曲「いちぬけ」のフルバージョンが収録されている。
曲目
1. 常世の夢
2. 三鼎
3. 春の風
4. 夏の風
5. ひとり
6. 悪い空想
7. きくり姫
8. 幼女降臨
9. アンニュイ四藁
10. 冥土のゆらめき
11. 残像
12. 破滅の淵
13. 愚かな魂
14. 埋火
15. 怨みの鈴音
16. 少女の気配
17. 震える唇
18. 荒ぶる神
19. 白い鳥 赤い鳥
20. 覚悟2008
21. 羽化
22. 地獄の花道
23. 地獄デスメタル
24. 新・地獄ロック
25. 悲しき舟歌
26. 予感
27. 涙雨
28. いちぬけ （歌・能登麻美子）

### Vol.2（三鼎）
曲目
1. 月映
2. 恋心
3. 静かな決意
4. 自画自賛
5. 村八分
6. 追走
7. 藁と藁
8. 待ち人来る
9. さすらいの四藁
10. 残念ワルツ
11. ともしび
12. 赦し
13. さかしま
14. 苦くて甘い水
15. さかしら
16. つぐみ
17. 苦悩のさざなみ
18. 寂れた町
19. 地獄邸
20. 独り遊び
21. 弔い歌
22. 忌わしい事件
23. 三鼎ロック
24. 鳥居のむこう
25. 地獄流し2009
26. 六文燈籠
27. 閻魔あい

## 備考
「かりぬい」と「あいぞめ」、「いちぬけ」はそれぞれミュージック・クリップも制作されており、DVDに特典映像として収録されている。出演者は能登麻美子。「かりぬい」では、あいが普段暮らす「夕暮れの里」をイメージして作られたセットが主な舞台となっている。「あいぞめ」では、あいの台詞のひとつ「人を呪わば穴ふたつ」をテーマにしており、土を掘り返したり土に埋められるなど体を張った演出がなされている。「いちぬけ」では「闇の花嫁」をテーマにしており、能登麻美子が着た純白のウェディングドレスが黒く染まっていくなどの演出がなされている。